# Shairbu Sagynbaeva
Shairbu Sagynbaeva (kirguís: Шайирбу Сагынбаева)  (1954) és una emprenedora social kirguís.
Durant vint anys va treballar en la indústria farmacèutica. Això va ser fins al 2006, quan un dels seus fills en patir un robatori va rebre el cop d'una planxa i va acabar hospitalitzat. El seu marit va morir sis mesos després de l'incident per cremades greus, i el fill que havia rebut el cop, va morir el 2016.
Després li van diagnosticar càncer. Durant tres anys va rebre tractament per un càncer, que va començar a remetre. Durant el procés, va tenir serioses dificultats per poder pagar els medicaments i es va adonar de la importància de tenir un entorn i uns metges que donin suport als afectats, cosa que no va trobar al Kirguizistan. En un primer moment va decidir donar suport als pacients amb càncer sense gent al seu voltant. Però juntament amb quatre pacients més, van decidir fer un pas més, i va iniciar una activitat per ajudar els pacients de càncer a afrontar els cars tractaments. En concret, va crear For Life per fabricar i vendre bosses de mà i complements, i dedicar els beneficis a ajudar pacients de càncer. El 2023 havien recaptat 33.000 dòlars per a 34 dones. També va impulsar un hostal per les persones en tractament que viuen lluny del centre sanitari.
Fou considerada una de les 100 dones més inspiradores del 2023 per la BBC.